# Kanta Wada
Kanta Wada (japanisch 和田 幹大 Wada Kanta; * 1. September 1996 in der Präfektur Ibaraki) ist ein japanischer Fußballspieler.

## Karriere
Wada erlernte das Fußballspielen in der Schulmannschaft der Shohei High School und der Universitätsmannschaft der Niigata University of Health and Welfare. Seinen ersten Vertrag unterschrieb er 2019 bei Fourwinds FC. Im September 2019 wechselte er zu YSCC Yokohama II. 2020 wechselte er zu YSCC Yokohama.